# N6946-BH1
N6946-BH1 – była olbrzymia gwiazda (około 25 mas Słońca) znajdująca się 22 miliony lat świetlnych od Słońca, w galaktyce spiralnej NGC 6946, w gwiazdozbiorze Łabędzia.

## Obserwacje

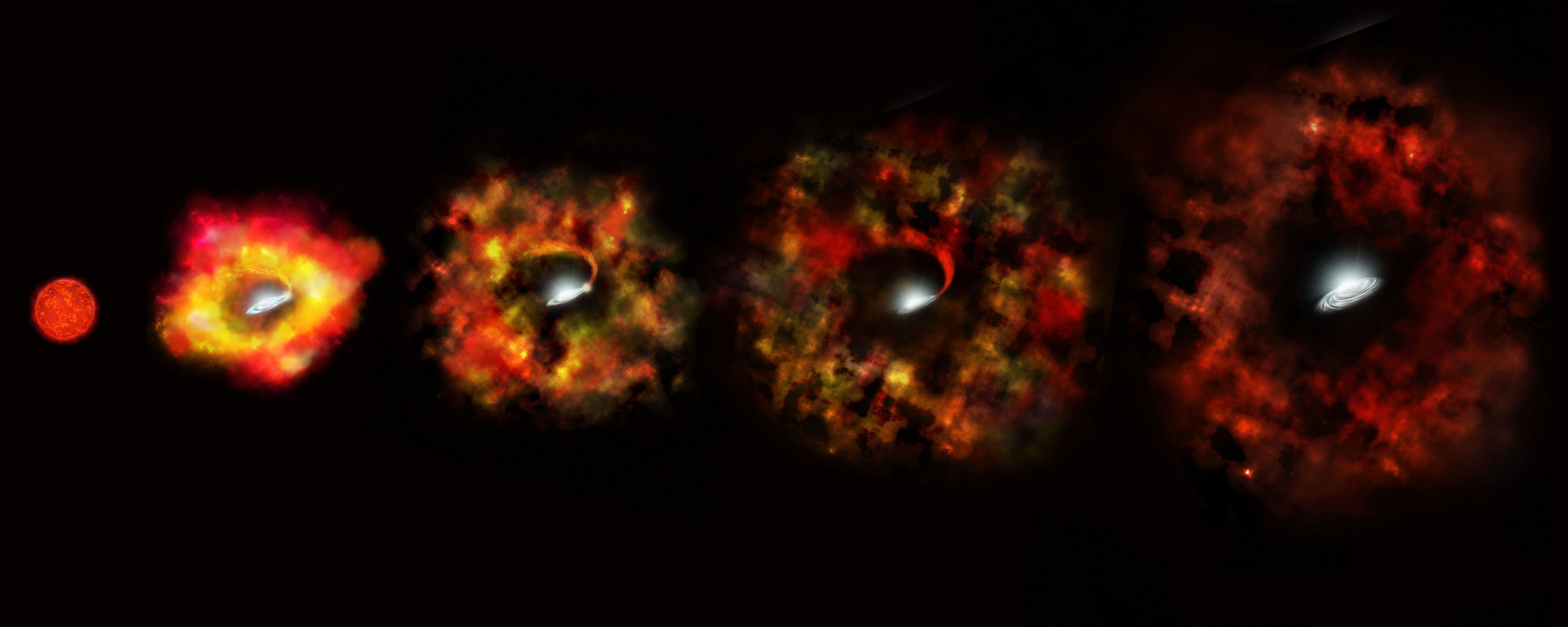
Artystyczna wizja „Nieudana supernowa”, N6946-BH1

Gwiazda była masywnym, czerwonym nadolbrzymem o masie około 25 mas Słońca. Była obserwowana i monitorowana przez astronomów za pomocą naziemnego teleskopu LBT (Large Binocular Telescope) oraz dwóch orbitalnych teleskopów - Hubble’a i Spitzera. Między marcem a majem 2009 roku zauważono znaczny wzrost jej jasności do ponad miliona większej niż Słońca, po którym do 2015 roku zniknęła z pola widzenia w zakresie optycznym. W średniej i bliskiej podczerwieni gwiazda pozostaje widoczna, ale jej jasność proporcjonalnie spada t−4/3. Uważa się, że wzrost jasności nie wystarczył, aby doszło do wytworzenia jasnej supernowej, jak się spodziewano po gwieździe o takiej masie, dlatego zaproponowano nazwanie tego zjawiska „Nieudaną supernową”.
Jedna z hipotez sugeruje, że jądro gwiazdy zapadło się tworząc czarną dziurę. Zapadnięcie się materii spowodowało rozbłysk neutrin, który zmniejszył całkowitą masę N6946-BH1 o ułamek punktu procentowego. Spowodowało to falę uderzeniową, która wyrzuciła otoczkę gwiazdy, czyniąc ją jaśniejszą. Przypadek N6946-BH1 dostarczyło dowodów sprzecznych z konwencjonalną ideą, głoszącą że przy postawaniu czarnych dziur zazwyczaj towarzyszy wybuchu supernowej, sugerując że gwiazda może omijając tę ewentualność, zapaś się w czarną dziurę. Jeśli to zdarzenie rzeczywiście odzwierciedla uformowanie się czarnej dziury, to byłaby to pierwsza tego typu obserwacja.